# Аксельрод, Дэниел Айзек
Дэниел Айзек Аксельрод (16 июля 1910 — 2 июня 1998) — один из ведущих специалистов в области палеоэкологии двадцатого века, специализировался на флоре третичного периода Североамериканских Кордильеров, в частности корреляции данных ископаемых остатков специфической флоры с показателями изменения климата.

## Биография
Он получил степень бакалавра по ботанике, магистра и доктора философии по палеоботанике в Университете Калифорнии в Беркли. Служил в Армии США во время Второй мировой войны, занимался выполнением стратегического анализа аэрофотосъемки террейнов. После войны он работал помощником профессора геологии в Калифорнийском университете в Лос-Анджелесе. В конце концов он стал профессором геологии и ботаники в Лос-Анджелесе, прежде чем перейти в Калифорнийский университет в Дэвисе на должность профессора палеоэкологии конце своей карьеры. Звание почетного профессора получил в 1976 году. Он был избран членом Американской академии искусств и наук в 1981 году.
Его коллекции ископаемых остатков флоры хранятся в музее палеонтологии Университета Калифорнии в Беркли.

## Основные научные работы
- Axelrod D. I. Evolution of desert vegetation in western North America // Publ. Carnegie Inst. of Washington. 1950. N 590. P. 217—306.
- Axelrod D. I. A theory of angiosperm evolution // Evolution. 1952. Vol. 6, N 1. P. 29-60.
- Axelrod D. I. Evolution of the Madro-Tertiary geoflora // Bot. Rev. 1958. Vol. 24, N 7. P. 433—509.
- Axelrod D. I. Drought, diastrophism, and quantum evolution // Evolution. 1967. Vol. 21, N 2. P. 201—209.
- Axelrod D. I. Mesozoic paleogeography and early angiosperm history // Bot. Rev. 1970. Vol. 36, N 3. P. 277—319.

## Память
В честь Дэниела Айзека Аксельрода, описавшего представителей рода вымерших цветковых растений Alloberberis из семейства Барбарисовые, Александр Довелд дал видовой эпитет axelrodii  в названии вида Alloberberis axelrodii.